# Poesia lírica

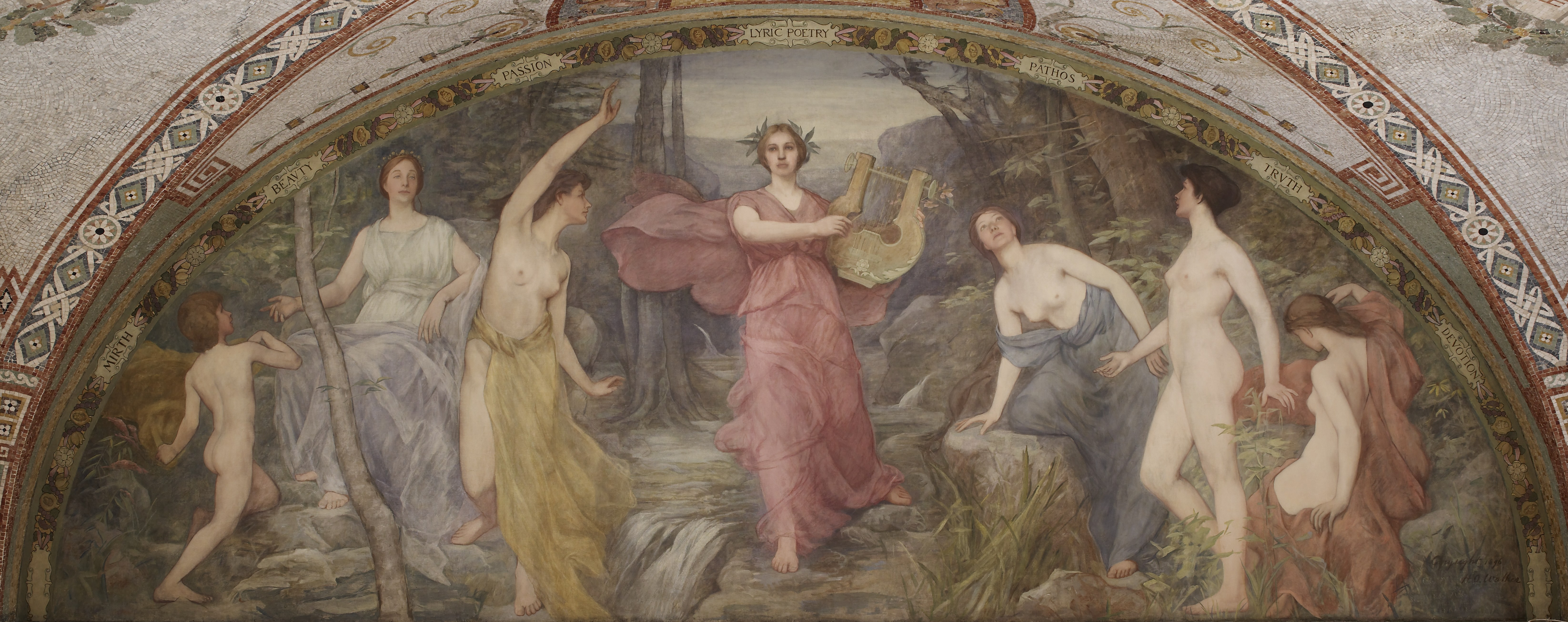
La poesia lírica de Henry Oliver Walker de 1896 a l'edifici Thomas Jefferson de la Biblioteca del Congrés dels Estats Units.

La poesia lírica és un tipus formal de poesia que expressa emocions o sentiments personals, normalment en primera persona. El terme deriva d'una forma de literatura grega antiga, la lírica, que es definia per l'acompanyament musical, generalment amb un instrument de corda conegut com a lira. El terme deu la seva importància a la teoria literària per la divisió desenvolupada per Aristòtil entre tres grans categories de poesia: lírica, dramàtica i èpica.

## Mètriques
Gran part de la poesia lírica depèn d'una mètrica regular que es basa en el nombre de síl·labes. Les mètriques més comunes són els següents: 
- Iambe: dues síl·labes, amb la síl·laba curta o sense síl·laba seguida de la síl·laba llarga o accentuada.
- Troqueu: dues síl·labes, amb la síl·laba llarga o accentuada seguida de la síl·laba curta o sense tensió. En anglès, aquest comptador es troba gairebé íntegrament en la poesia lírica.[3]
- Pírric - Dues síl·labes sense tensió
- Anapest: tres síl·labes, amb les dues primeres curtes i les últimes llargues.
- Dactílic: tres síl·labes, amb la primera llarga i les altres dues curtes o sense tensió.
- Spondaic : dues síl·labes, amb dues síl·labes llargues o accentuades successivament.

Algunes formes tenen una combinació de mètriques, sovint utilitzant una mètrica diferent per la tornada.

## Antiguitat

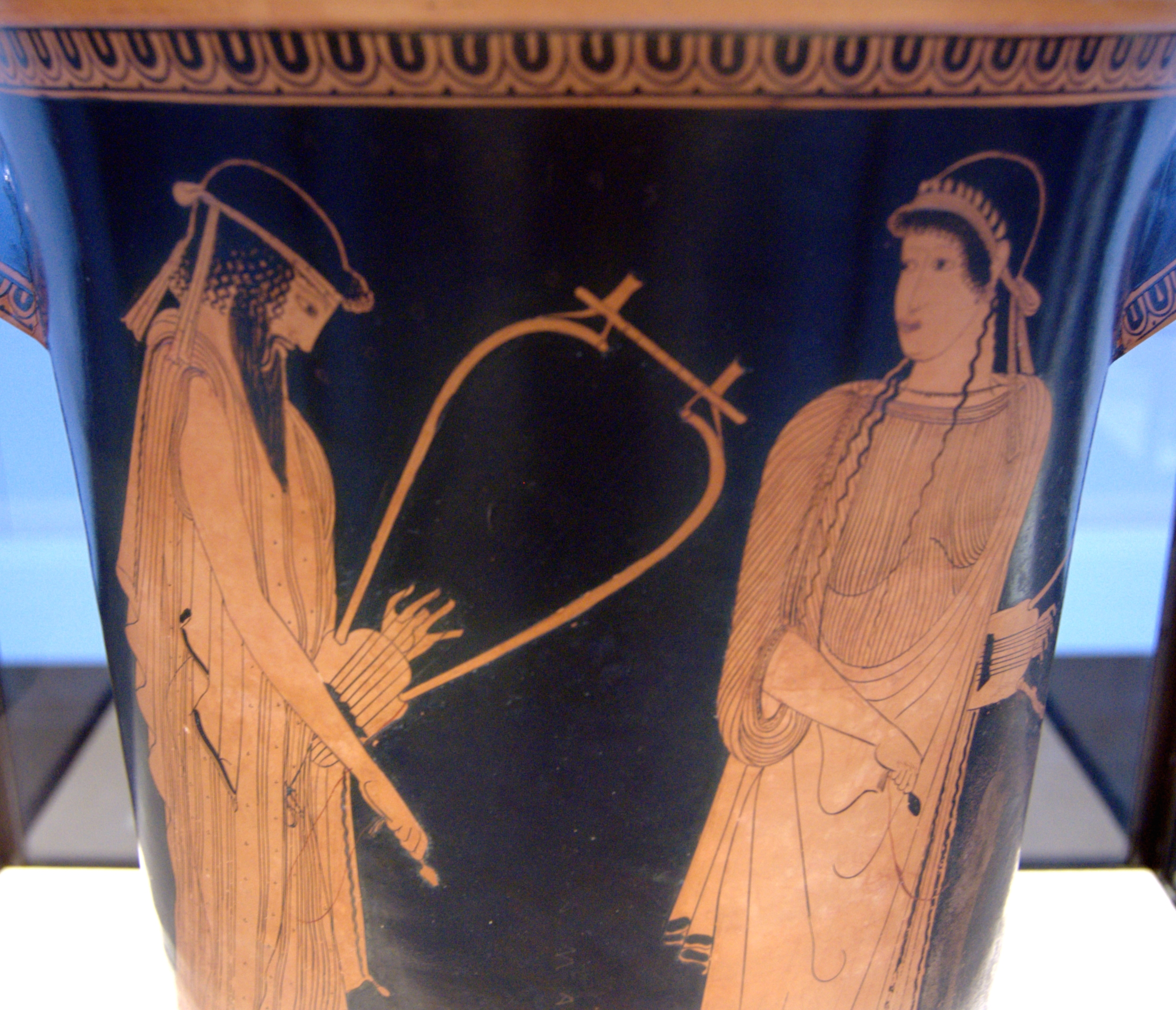
Alcaeus i Safo de Lesbos es mostren amb una àtica kalathos de color vermell el 470 aC

### Grècia
Per als antics grecs, la lírica tenia un significat tècnic precís: un vers que anava acompanyat per una lira, cítara, o bàrbiton. Com que aquestes obres eren normalment cantades, també es coneixia com a poesia mèlica. El poeta líric o melic es distingia de l'escriptor de les obres de teatre (tot i que el drama atenenc incloïa odes corals, de forma lírica), l'escriptor de versos troqueus i iambics (que es recitaven), l'escriptor d'elegies (acompanyat de la flauta, més que la lira) i l'escriptor d'èpica. Els erudits de l'hel·lenística Alexandria van crear un cànon de nou poetes lírics considerats especialment dignes d'estudi crític. Entre aquests poetes músics arcaics i clàssics hi havia Sappho, Alcaeus, Anacreon i Pindar. La lírica arcaica es caracteritzava per la composició estròfica i la interpretació musical en directe. Alguns poetes, com Pindar, van estendre les formes mètriques en odes a una tríada, incloent-hi l'estrofa, l'antistròfia (mètricament idèntica a l'estrofa) i l'epode (la forma de la qual no coincideix amb la de l'estrofa).

### Roma
Entre els principals poetes romans supervivents del període clàssic, només Càtul (Número 11, 17, 30, 34, 51, 61) i Horaci (Odes) van escriure poesia lírica, que segons la disputa d'alguns comentaristes no era habitual cantar-la, sinó més aviat llegir-la o recitar-la. Restaven les formes, les mètriques líriques gregues adaptades al llatí. Càtul va estar influenciat per versos grecs arcaics i hel·lenístics i va pertànyer a un grup de poetes romans anomenats Neoteroi ("nous poetes") que van fer evolucionar la poesia èpica seguint el lideratge de Calímac. En canvi, van compondre poemes breus i molt polits en diversos gèneres temàtics i mètrics. Les elegies romanes d'amor de Tibul, Properci i Ovidi (Amores, Heroides), amb el seu fraseig i sentiment personal, poden ser l'avantpassat temàtic de molta poesia lírica medieval, renaixentista, romàntica i moderna, però aquestes obres es componien de dístics elegíacs i tampoc no era la poesia lírica en el sentit antic.

### Xina
Durant el període dels Regnes Combatents de la Xina, les cançons de Chu recollides per Qu Yuan i Song Yu van definir una nova forma de poesia que provenia de l'exòtica vall de Yangtze, lluny de la pàtria del riu Wei i Groc dels tradicionals versos de quatre personatges recollits al Llibre de les cançons. Les diferents formes del nou Chu ci proporcionaven més ritme i major latitud d'expressió. 

## Edat mitjana
Originari del persa del segle x, un gazal és una forma poètica formada per apariats que comparteixen una rima i una tornada. Formalment, consisteix en una lírica curta composta en una sola mètrica amb una única rima llarga. El tema central és l'amor. Entre els autors destacats hi ha Hafiz, Amir Khusro, Auhadi de Maragheh, Alisher Navoi, Obeid e zakani, Khaqani Shirvani, Anvari, Farid al-Din Attar, Omar Khayyam i Rudaki. El gazal va ser introduït a la poesia europea a principis del segle xix pels alemanys Schlegel, Von Hammer-Purgstall, i Goethe, que van anomenar Hafiz el seu "bessó".
La lírica de la literatura europea de l'època medieval o renaixentista és un poema escrit de manera que es pogués vincular amb la música, encara que no ho fos. L'estructura, funció o tema particular d'un poema poden variar. La poesia lírica d'Europa en aquest període va ser creada pels pioners de la poesia de l'amor cortès en gran part sense fer referència al passat clàssic. Els trobadors, compositors itinerants i intèrprets de cançons, van començar a aparèixer cap al final del segle xi i van ser imitats sovint en segles successius. Els trobadors foren compositors aproximadament contemporanis i influïts pels trobadors, però que compongueren les seves obres amb els dialectes de França. El primer trovador conegut fou Chrétien de Troyes (fl. 1160 - 80). La forma dominant de la poesia lírica alemanya en el període va ser el minnesang, "una lírica amorosa basada fonamentalment en una relació fictícia entre un cavaller i la seva dama altiva". Inicialment imitant les lletres dels trobadors i dels trobadors francesos, minnesang aviat va establir una tradició distintiva. També hi havia un gran cos de lírica medieval galego-portuguesa. Els poetes cantaires hebreus de l'edat mitjana van incloure Yehuda Halevi, Salomó ibn Gabirol i Abraham ibn Ezra.
A Itàlia, Petrarca va desenvolupar la forma de sonet pionera per Giacomo da Lentini i Dante ' Vita Nuova. El 1327, segons el poeta, la vista d'una dona anomenada Laura a l'església de Sainte-Claire d'Avignon va despertar en ell una passió duradora, celebrada a les "Rimes disperses". Més tard, els poetes renaixentistes que van copiar l'estil de Petrarca van anomenar aquesta col·lecció de 366 poemes Il Canzoniere ("El Cancioner"). Laura és, en molts aspectes, la culminació de la poesia medieval d'amor cortès i l'inici de la lírica amorosa renaixentista.
Un bhajan o kirtan és una cançó devocional hindú. Els bhajans solen ser cançons simples en un llenguatge líric que expressen emocions d'amor pel diví. Entre els autors destacats es troben Kabir, Surdas i Tulsidas.
La poesia xinesa Sanqu va ser un gènere poètic xinès popular des de la dinastia Jin del segle xii fins al principi de la Ming. Els primers dramaturgs del segle xiv, com Ma Zhiyuan i Guan Hanqing, van ser escriptors ben consolidats de Sanqu. En contra de l'habitual tradició d'utilitzar el xinès clàssic, aquesta poesia es va compondre en llengua vernàcula.

## Edat Moderna

### Segle XVI
A la Gran Bretanya del segle xvi, Thomas Campion va escriure cançons de llaüt i Sir Philip Sidney, Edmund Spenser i William Shakespeare van popularitzar el sonet.
A França, La Pléiade — incloent Pierre de Ronsard, Joachim du Bellay i Jean-Antoine de Baïf — tenia com a objectiu trencar amb les tradicions anteriors de la poesia francesa — particularment Marot i els grans rhétoriqueurs — i va començar a imitar formes gregues i romanes clàssiques com la odes. Els poetes preferits de l'escola eren Pindar, Anacreon, Alcaeus, Horace i Ovidi. També van produir cicles de sonets de Petrarca.
Ausiàs March va destacar especialment i va tenir una gran influència a la poesia castellana dels segles xvi i xvii. La poesia devocional espanyola va adaptar la lírica amb finalitats religioses. Exemples destacables van ser Teresa d'Ávila, Joan de la Creu, Juana Inés de la Cruz, Garcilaso de la Vega i Lope de Vega. Tot i que sobretot és conegut pel seu èpic Os Lusíadas, Luís de Camões també és considerat el poeta líric portuguès més gran del període.
Al Japó, el naga-uta ("cançó llarga") era un poema líric popular en aquesta època. Va alternar línies de cinc i set de síl·labes i va acabar amb una línia addicional de set síl·labes.

### Seglexvii
La poesia lírica va ser la forma dominant de la poesia anglesa del segle xvii, de John Donne a Andrew Marvell. Els poemes d'aquest període eren curts. Rarament narrativa, tendien a una expressió intensa. Altres poetes notables de l'època són Ben Jonson, Robert Herrick, George Herbert, Aphra Behn, Thomas Carew, John Suckling, Richard Lovelace, John Milton, Richard Crashaw i Henry Vaughan. Un poeta líric alemany del període és Martin Opitz ; al Japó, era l'època de l'escriptor haiku Matsuo Bashō.

### Seglexviii
Al segle xviii, la poesia lírica va declinar a Anglaterra i França. L'ambient de discussió literària als cafès anglesos i als salons de cuina francesos no afavoria la poesia lírica. Entre les excepcions destaquen Robert Burns, William Cowper, Thomas Gray i Oliver Goldsmith. Els poetes lírics alemanys del període inclouen Johann Wolfgang von Goethe, Novalis, Friedrich Schiller i Johann Heinrich Voß. Kobayashi Issa va ser un poeta líric japonès durant aquest període. A l' Enciclopèdia de Diderot, Louis chevalier de Jaucourt va descriure la poesia lírica de l'època com "un tipus de poesia totalment dedicada al sentiment; aquesta és la seva substància, el seu objecte essencial".

## Edat Contemporània

### Seglexix

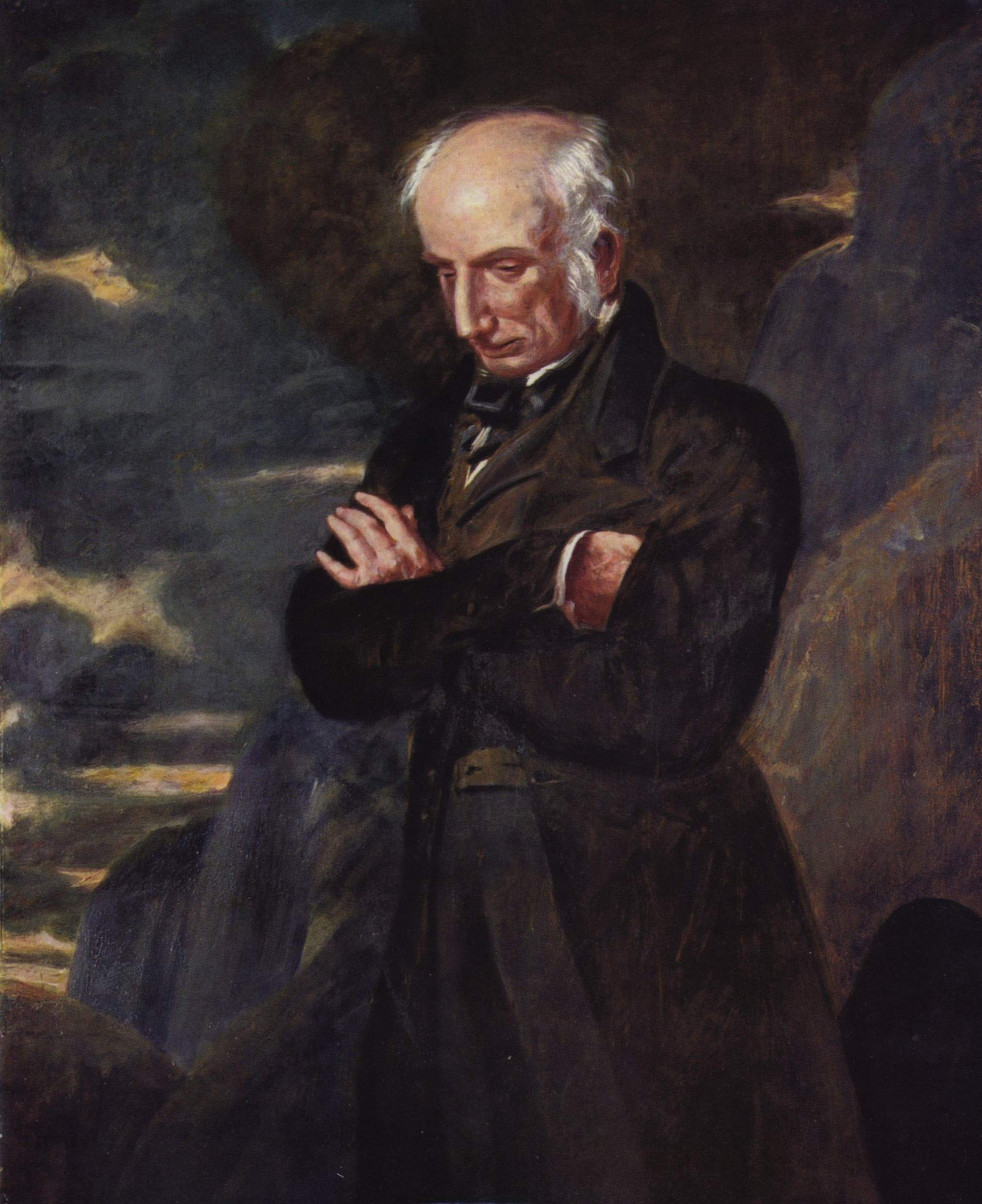
Retrat de Benjamin Haydon del 1842 de William Wordsworth

A Europa, la lírica va sorgir com la forma poètica principal del segle xix i es va veure com a sinònim de poesia. La poesia lírica romàntica consistia en relats en primera persona dels pensaments i sentiments d'un moment concret; els sentiments eren extrems però personals.
El sonet tradicional es va reviure a Gran Bretanya, amb William Wordsworth escrivint més sonets que qualsevol altre poeta britànic. Altres escriptors lírics romàntics importants del període inclouen Samuel Taylor Coleridge, John Keats, Percy Bysshe Shelley i Lord Byron. Més tard la lírica victoriana esdevingué més lingüísticament conscient i defensiva del que havien estat les formes romàntiques. Aquests poetes lírics victorians inclouen Alfred Lord Tennyson i Christina Rossetti.
La poesia lírica va ser popular entre el públic lector alemany entre 1830 i 1890, tal com es mostra en el nombre d'antologies de poesia publicades al període. Segons Georg Lukács, el vers de Joseph von Eichendorff va exemplificar el renaixement romàntic alemany de la tradició de cançons populars iniciada per Goethe, Herder i Arnim i el bretó Des Knaben Wunderhorn.
França també va revifar la veu lírica durant el segle xix. La lírica es va convertir en el mode dominant de la poesia francesa durant aquest període. Per a Walter Benjamin, Charles Baudelaire va ser l'últim exemple de poesia lírica "amb èxit a escala massiva" a Europa.
A Rússia, Aleksandr Pushkin va exemplificar un augment de la poesia lírica durant els segles XVIII i principis del XIX. Els "fosforistes" suecs van ser influenciats pel moviment romàntic i el seu poeta principal Per Daniel Amadeus Atterbom va produir molts poemes lírics. Els poetes lírics italians del període inclouen Ugo Foscolo, Giacomo Leopardi, Giovanni Pascoli i Gabriele D'Annunzio. Els poetes lírics espanyols inclouen Gustavo Adolfo Bécquer, Rosalía de Castro i José de Espronceda. Entre els poetes lírics japonesos hi ha Taneda Santoka, Masaoka Shiki i Ishikawa Takuboku .

### Segle XX
En els primers anys del segle xx, la poesia lírica rimada, que expressava normalment els sentiments del poeta, va ser la forma poètica dominant als Estats Units, Europa i les colònies britàniques. Els poetes anglesos de Geòrgia i els seus contemporanis com AE Housman, Walter de la Mare i Edmund Blunden van utilitzar la forma lírica. El poeta bengalí Rabindranath Tagore va ser elogiat per William Butler Yeats per la seva poesia lírica; Yeats el va comparar amb els poetes trobadors quan els dos es van conèixer el 1912.
La rellevància i l'acceptabilitat de la lírica en l'època moderna va ser posada en dubte per part de poetes modernistes com Ezra Pound, TS Eliot, HD i William Carlos Williams, que van rebutjar la forma lírica anglesa del segle xix, sentint que aquesta depenia massa del llenguatge melòdic més que de la complexitat del pensament. Després de la Segona Guerra Mundial, la Nova crítica nord-americana va tornar a la lírica, defensant una poesia que feia un ús convencional de la rima, el metre i les estrofes, i era modestament personal en la tradició lírica. La poesia lírica relacionada amb les relacions, el sexe i la vida domèstica van constituït el nou corrent principal de la poesia nord-americana a finals del segle xx després de les poetes confessionals dels anys cinquanta i seixanta com Sylvia Plath i Anne Sexton.